# Stolnica La Laguna
Stolnica La Laguna ali Catedral de Nuestra Señora de los Remedios (špansko Santa Iglesia Catedral de San Cristóbal de La Laguna) je rimskokatoliška cerkev na Tenerifu v Španiji. Začetek leta 1904 in dokončana leta 1915 je posvečena Devici Los Remedios (zavetnica rimskokatoliške škofije San Cristóbal de La Laguna in otoka Tenerife). Stolnica je matična cerkev škofije, ki vključuje otoke Tenerife, La Palma, La Gomera in El Hierro v provinci Santa Cruz de Tenerife. Tu je torej škofovski sedež škofa te škofije, ki ga trenutno zaseda škof Eloy Alberto Santiago Santiago. To je ena najpomembnejših cerkva na Kanarskih otokih.
Stolnica San Cristóbal de La Laguna stoji v mestu San Cristóbal de La Laguna (Tenerife, Kanarski otoki, Španija). V stolnici so posmrtni ostanki Alonsa Fernandeza de Luga, osvajalca otoka in ustanovitelja mesta. Stoji v zgodovinskem središču mesta La Laguna in jo je Unesco leta 1999 razglasil za svetovno dediščino. Vsebuje elemente več arhitekturnih slogov, vključno z neoklasicizmom in neogotiko. Najbolj reprezentativna elementa sta njena neoklasicistična fasada, ki se zgleduje po stolnici v Pamploni in kupola, ki vidno izstopa v mestni pokrajini.

## Zgodovina

### Primitivni templji
Leta 1511 so na mestu sedanje stavbe Plaza de Fray Albino postavili puščavnico. Zgrajena je bila po naročilu konkvistadorja Alonsa Fernándeza de Luga. Zdi se, da je bilo to območje starodavna nekropola Gvančev. Znano je tudi, da je bila celotna dolina Aguere (v kateri leži mesto), še posebej veliko jezero, ki je bilo na tem mestu, romarski kraj za domorodne prebivalce otoka.
Ta primitivna kapela je bila prvotno posvečena Devici Mariji v njenem pričakovanju, ki se praznuje vsakega 18. decembra.
Kapela je bila leta 1515 nadomeščena z večjo stavbo, posvečeno Devici iz Los Remedios v arhitekturnem slogu Mudéjar, ki so ji leta 1618 dodali stolp. Bilo je 21. aprila 1515, ko se je mesto dvignilo na raven župnije z imenom Santa Maria de los Remedios. Praznik rojstva Device Marije praznujejo 8. septembra.
Istega leta je portugalski zidar Miguel Alonso zgradil glavno kapelo, glavni lok, oltar, stojala, tabernakelj in vrata zakristije, vse iz kamna.
7. aprila 1534 je bil v cerkvi krščen sveti José de Anchieta. Rodil se je v mestu La Laguna, postal misijonar in kasneje postal ustanovitelj mesta Sao Paulo in eden od ustanoviteljev Ria de Janeira, oba v Braziliji. Prav stolnica je svetnikovo škofijsko svetišče na Kanarskih otokih.
Leta 1752 so zgradili nov transept, razširili glavne kapele zakristije in dodali prostorne garderobe za podobo zaščitnice, Virgen de los Remedios. Don Domingo de la Guerra, ki je vodil delo in je bil kasneje Marqués de San Andrés, je razširil glavno kapelo, ker je upal, da bo nekega dne tempelj postal stolnica na Tenerifu.

### Status stolnice
Večkrat, odkar je bila stara kapela spremenjena v župnijo leta 1515, je prišlo do poskusov, da bi jo označili za stolnico, kolegiat ali pomožno stolnico, odvisno od stolnice Svete Ane v Las Palmas de Gran Canaria, z nekaterimi člani kapitlja kanarske stolnice, ki prebiva v cerkvi Los Remedios. Te prve prijave niso bile uspešne.
Leta 1783, na vrhuncu razsvetljenstva (La Laguna je bila središče tega gibanja na Kanarskih otokih), je bila podana zahteva za določitev škofije, ki bi bila v cerkvi Los Remedios, in ustanovitev cerkvene ustanove na tem otoku je bila ponovno zavrnjena.
Končno je 1. februarja 1819 papeška bula odobrila delitev rimskokatoliške škofije Kanarskih otokov na dve škofiji. Tempelj je leta 1819 z bulo papeža Pija VII. postal stolnica in ustanovljena je bila nova škofija La Laguna. Škofija San Cristóbal de La Laguna vključuje otoke Tenerife, La Palma, La Gomera in El Hierro v provinci Santa Cruz de Tenerife.
Pri pridobitvi naziva stolnice in ustanovitvi škofije je imela pomembno vlogo duhovnik Cristóbal Bencomo y Rodríguez, spovednik španskega kralja Ferdinanda VII. in naslovni nadškof Herakleje. Njegov grob je zdaj v prezbiteriju stolnice La Laguna, poleg Epistole.
V času, ko je bila stavba zgrajena in posvečena kot stolnica, je bilo glavno mesto otoka mesto San Cristóbal de La Laguna, zato je bila zgrajena tam in ne v sedanjem glavnem mestu otoka (Santa Cruz de Tenerife ). Sedež škofije še vedno ostaja v San Cristóbal de La Laguna. 5. oktobra 1983 je bila stolnica La Laguna razglašena za nacionalni zgodovinsko-umetniški spomenik v Španiji.
V času zatiranja škofije Tenerife (med 1851 in 1875) zaradi konkordata iz leta 1851 je stolnica La Laguna izgubila naziv stolnice in postala kolegijska cerkev ter edina kolegijska cerkev, ki je obstajala v Kanarski otoki. Z obnovitvijo škofije leta 1875 tempelj ponovno pridobi status stolne cerkve z vsemi cerkvenimi privilegiji, ki jih je imel prej.
Stolnica je tudi župnijsko in marijansko svetišče, saj je Devica iz Los Remediosa zaščitnica rimskokatoliške škofije San Cristóbal de La Laguna in otoka Tenerife. Pričakuje se, da bo Sveti sedež to cerkev v bližnji prihodnosti razglasil za manjšo baziliko.

### Obnova 2002–2014
Leta 2002 so stolnico zaprli za bogoslužje zaradi natančne obnove z namenom, da bi jo čez nekaj let ponovno odprli. Toda zaradi birokratskih nesoglasij je bila stolnica zaprta več kot desetletje. Med predrestavratorsko študijo je bilo ugotovljeno, da so glavna kupola in oboki tako poškodovani, da je bila edina možna rešitev rušenje teh elementov in njihova kasnejša rekonstrukcija. Novi oboki in kupole so bili zgrajeni iz novega materiala, polipropilenskih vlaken, s čimer je bila stolnica prva na svetu, ki je uporabljala ta material. Končno so bila vrata ponovno odprta 25. januarja 2014, da bi bila ponovno odprta za bogoslužje 31. januarja istega leta.
Ob stoletnici in ponovnem odprtju stolnice je potekalo jubilejno leto od 27. aprila 2014 do 12. aprila 2015, oba datuma pa sta sovpadala z nedeljo Božjega usmiljenja. Ta jubilej je bil določen s posebnim mandatom papeža Frančiška, z možnostjo, da si verniki pridobijo popolni odpustek.
Med preureditvijo, ki je leta 2014 zajela Katedralni trg, so pod zemljo odkrili arheološke ostanke. V ruševinah je bilo odkritih nekaj dokazov, ki so nakazovali, da so pripadali starodavni cerkvi Los Remedios ali stavbam iz prve evropske naselbine v mestu. Kasneje, leta 2018, so v kraju odkrili človeške ostanke iz 16. stoletja. Menijo, da je bilo v kraju staro župnijsko pokopališče.

## Arhitektura
Neoklasicistična fasada sega v leto 1820. Sedanja stavba je bila zgrajena med letoma 1904 in 1915 in je v neogotskem slogu. Stolnica ima tri široke ladje in ambulatorij (edinstveno na Kanarskih otokih), ki obdaja kor ali oltar. Ti elementi dajejo notranjosti stolnice značilen srednjeveški evropski občutek v nasprotju s kolonialnim slogom zunanjosti.
Veliko kupolo pokriva velik betonski križ. Visok je 41,5 m, zaradi česar je najvišja točka v starem mestnem jedru. Oboki so zaključeni z majhnimi okni, ki prepuščajo naravno svetlobo. Kupola je prekrita z bakrenimi ploščami, ki posnemajo stolnice srednje in severne Evrope.

### Kapele
Kapela svete Terezije Avilske
Oltarna slika svete Terezije Avilske je neogotska. V središču je kip svete Terezije Avilske. Kapela ima tudi oltarno sliko Ecce Homo (lokalno imenovana Señor de la Cañita), ki je bila nameščena marca 2014, kmalu po ponovnem odprtju stolnice po njeni nedavni obnovi.
Kapela Brezmadežnega spočetja
Ta kapela, posvečena Brezmadežnemu spočetju, je na desni strani neposredno ob kapeli Gospe zdravil. Oltarna slika Brezmadežne je nastala leta 1915 in je utrpela veliko škodo v času, ko je bila stolnica zaprta za obnovo od leta 2002 do 2014. Danes je že obnovljena. V tej kapeli je skulptura Gospe Luči iz sredine 16. stoletja. Ta podoba je bila pripisana kiparskemu delovnemu okolju Roqueju Balduqueju zaradi podobnosti z deli seviljskega kiparja flamskega porekla, med katerimi je podoba Gospe Evangelizacije, ki jo častijo v stolnici v Limi (Peru). Grobnica škofa Nicolása Reya y Redonda je v zadnjem delu kapele.
Kapela Kristusa privezanega na steber
Skulptura Kristusa ob stebru, ki prednjači tej kapeli, je bila blagoslovljena 6. junija 1756, ustvaril pa jo je kipar Pietro Galleano v Genovi (Italija). Oltarna slika je bila izrezljana med letoma 1763 in 1765 in je prevlečena z zlatom. Poleg Kristusa je kip Žalostne Marije, izklesan v Sevilji in pripisan kiparju Gabrielu Astorgi y Mirandi, na drugi strani pa je sveta Marija Magdalena, kip Fernanda Estéveza. Na podstavku poleg oltarne slike je podoba Srca Jezusovega. V tej kapeli je grob škofa Luisa Franca Cascóna.
Kapela Gospe od Candelarije
Oltarna slika Marije Candelarske je bila sprva posvečena Devici milosti. Skulptura Device iz Candelarije je replika zaščitnice Kanarskih otokov, ki jo častijo v baziliki svetišča v mestu Candelaria. To sliko je izdelal lokalni kipar Faustino Álvarez Hernández, obnovil pa jo je kipar Ezequiel de León Domínguez. Poleg Device so podobe kanarskih svetnikov sv. José de Anchieta in sv. Petra sv. Jožefa Betancurja. V kapeli je tudi skulptura Kristusa Nazarečana, ki je prišla iz Valencije in leta 1901 prispela v mesto La Laguna ter Gospa samote iz 18. stoletja, delo lokalnega kiparja Joséja Rodrígueza de la Olive.
Ostala umetniška dela
V notranjosti je prižnica iz cararskega italijanskega marmorja, ki jo je izklesal Pasquale Bocciardo (velja za najboljše delo iz marmorja na Kanarskih otokih) in del Mazuelosove oltarne slike. Poleg tega so tu dragocena dela Cristóbala Hernándeza de Quintane, Lujána Péreza in Fernanda Estéveza.
Tudi znotraj stolnice je podoba Kristusa iz Los Remediosa, ki velja za dvojčka Cristo de La Laguna. Ta podoba jwe na marmornatem tabernaklju glavnega oltarja. Podoba je iz 16. stoletja in je delo neznanega umetnika. V templju je tudi veliko platno s temo Duše čiščenja slikarja Cristóbala Hernándeza de Quintane in slika Zadnje večerje, delo Juana de Mirande.
Ohranjene so relikvije mučencev: sv. Avrelija iz Córdobe, sv. Faustina, sv. Venusta in sv. Amada Nuska ter kos plašča sv. Ferdinanda in kost Jakoba Manjšega. Toda najpomembnejše relikvije so tiste, ki pripadajo dvema svetnikoma s Kanarskih otokov, Petru sv. Jožefa Betancurja in Joséju de Anchieta.
Zaklad stolnice La Laguna pokriva obdobje od 16. stoletja do danes. Večina kosov ustreza 17. in 18. stoletju. Ta zaklad je največji zlatarski komplet na Kanarskih otokih, med katerimi sta dva srebrna svečnika največja v Španiji med številnimi drugimi kosi. Poleg zaklada vključujejo verske rezbarije, obleke in plašče, okraske, slike itd.

### Kapiteljska hiša in muzej ikon
Kapitelj je dom stolnega kapitlja, imenovanega tudi kapitelj kanonikov, ki predstavlja združbo duhovnikov, odgovornih za bogoslužje v stolnici ter njene verske in kulturne dejavnosti. Stavba je dobro znana kanarska hiša iz 18. stoletja, pritrjena na stavbo stolnice.
V njej je muzej ikon, ki vsebuje največjo zbirko bizantinskih ikon v Španiji s 160 originalnimi deli, ki so večinoma stari približno 300 let. Ta umetniška dela so v lasti škofije Tenerife in prihajajo predvsem iz držav, kot so Rusija, Romunija, Jugoslavija, Italija in Grčija. Ti kosi so prišli na Tenerife z zasebnimi donacijami škofiji in prek trgovcev, ki so prispeli na Kanarske otoke.
Stolnica La Laguna je ena redkih katoliških stolnic na svetu z muzejem, posvečenim pravoslavni umetnosti.

## Galerija
- Baročna oltarna slika Device Remedije
- Grobnica Alonsa Fernándeza de Luga, osvajalca otoka in ustanovitelja mesta
- Kor
- Marmorna prižnica, ki jo je oblikoval Pasquale Bocciardo
- Tabernakelj glavnega oltarja
- Miza duš v Vicah